# مصطفی النحاس پاشا
مصطفی النحاس پاشا (عربی: مصطفى النحاس باشا؛ ۱۵ ژوئن ۱۸۷۹ – ۲۳ اوت ۱۹۶۵) یک سیاست‌مدار و دیپلمات اهل مصر بود.